# 팔라비어
팔라비어(영어: Pahlavi 또는 영어: Pehlevi)는 중세 페르시아어의 일종이다. 팔레비어라고 적기도 한다. 3세기부터 7세기에 걸쳐 사산조 페르시아의 공용어로서 조로아스터교 혹은 마니교의 문헌이나 비문 등에 사용되었다.

## 개요
인도이란어파의 서부 방언으로 분류되며 고대 페르시아어의 직계를 잇는다. 그러나 고대 페르시아어에 있던 명사나 동사의 활용 등은 현저하게 간략화되어 발음 · 문법에 있어서 오히려 근세 페르시아어에 훨씬 가깝다.

## 문자
표기에는 아람 문자의 변형인 팔라비 문자(en:Pahlavi scripts)를 이용하지만, 아람 문자에는 원래 이란어의 표기를 상정하고 있지 않는 문자이므로 다음과 같은 불확정성이 있어 해석하기가 어렵다.
1. 모음을 표기할 수 없다. 셈어파의 언어에서는 자음만으로 단어의 대체로의 의미가 정해지므로 상관없지만, 팔라비어에서는 동음이의어가 많이 생긴다.
2. 다른 문자와도 형태가 닮고 있으며 하나의 문자가 다양한 소리를 나타낼 수도 있다. 이것은 당시 기원전 · 후의 하트라 문자나 파르티아 문자 등의 이란 · 메소포타미아 지방에서 사용되고 있던 다른 아람 문자들에서도 현저한 현상이다. 각각의 문자의 서체가 시대나 지역적인 변화에 의해 본래 다른 음가를 갖고 있었음이 분명한 문자들이 쓰는 법이 몇 개의 계통에 수렴했다고 짐작된다.(자세한 내용은 아람 문자를 참조)
3. 단어를 파르티아어의 낡은 맞춤법 표기, 또는 예전의 것을 모방하는 표기를 하면서 읽을 때에는 팔라비어의 발음으로 읽는 일도 있다.
4. 아람어의 단어를 팔라비어로 훈독하거나 토를 달았다.

이러한 이유로, 팔라비어의 실제 발음을 알기 위해선 보다 표음적으로 쓰여진 마니교의 중세 페르시아어 문헌을 참고하는 경우가 많다.

## 같이 보기
- 아베스타어
- 고대 페르시아어
- 페르시아어
- 페르시아어

## 참조
- Lessons in Pahlavi-Pazend by S.D.Bharuchī and E.S.D.Bharucha (1908) at the en:Internet Archive - Part 1 and 2
- Middle Persian texts on TITUS
- Scholar Raham Asha's website, including many Middle Persian texts in original and translation
- An organization promoting the revival of Middle Persian as a literary and spoken language 보관됨 2020-04-29 - 웨이백 머신 (contains a grammar and lessons)